# كتابة مسمارية

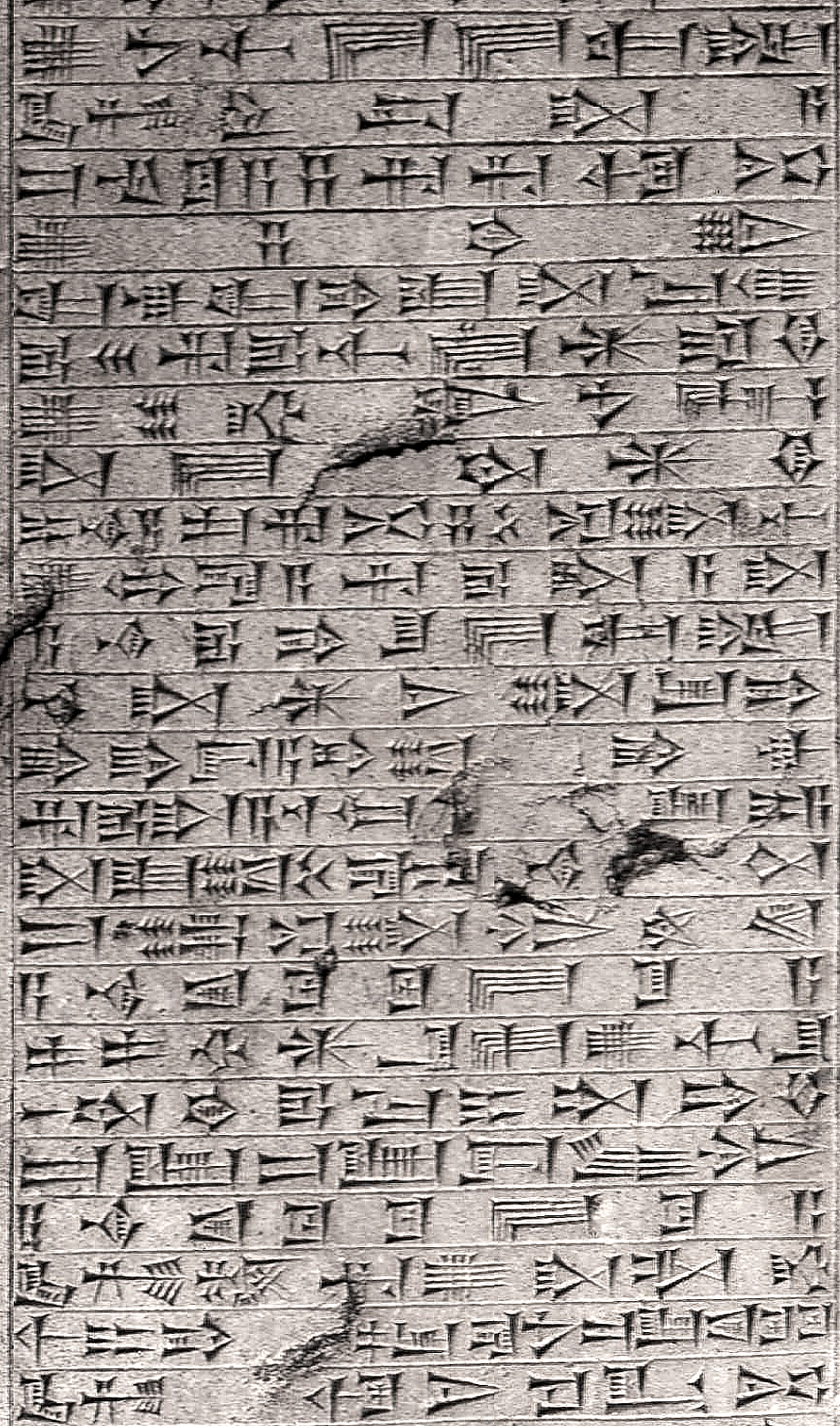
الخط المسماري

الكتابة المسمارية هي طريقة كتابة استعملت لكتابة عدة لغات منها السومرية والاكدية، وهي طريقة تعتمد على النقش بينما ظهرت في مصر في حقبة زمنية لاحقة قريبة طريقة كتابة تعتمد على الخطوط اللينة وتسمى الهيراطيقية المصرية. إنّ طريقة الكتابة المسمارية هي ثاني اقدم طريقة للكتابة رُصد استعمالها من القدماء (بعد الكتابة التصويرية). وهي نوع من الكتابة تنقش فوق ألواح الطين والحجر والشمع والمعادن وغيرها. وهذه الكتابة كانت متداولة لدى الشعوب القديمة بجنوب غرب آسيا.
أول هذه المخطوطات اللوحية ترجع لسنة 3000 ق.م. وهذه الكتابة تسبق ظهور الأبجدية بحوالي 1500 عام. وظلت هذه الكتابة سائدة حتى القرن الأول ميلادي. وهذه الكتابات ظهرت أولًا جنوب وادي الرافدين بالعراق لدى السومريين للتعبير بها عن اللغة السومرية وكانت ملائمة لكتابة اللغة الأكادية والتي كان يتكلمها البابليون والآشوريون. اخترعت الكتابة التصويرية (بالإنجليزية: Logogram أو Pictograph أو Ideogram) في بلاد ما بين النهرين قبل العام 3000 قبل الميلاد حيث كانت تدون بالنقش على ألواح من الطين أو المعادن أو الشمع وغيرها من المواد. وتطورت الكتابة من استعمال الصور إلى استعمال الأنماط المنحوتة بالمسامير والتي تعرف بالكتابة المسمارية. وأول كتابة تم التعرف عليها هي الكتابة السومرية والتي لا تمت بصلة إلى أي لغة معاصرة. وبحلول عام 2400 قبل الميلاد اعتمد الخط المسماري لكتابة اللغة الأكدية، كما استعمل نفس الخط في كتابة اللغة الآشورية واللغة البابلية، وهي كلها لغات سامية مثل اللغتين العربية والعبرية. وتواصل استعمال الخط المسماري للكتابة في لغات البلاد المجاورة لبلاد ما بين النهرين مثل لغة الحيثيين واللغة الفارسية القديمة، وكانت تستعمل إلى نهاية القرن الأول الميلادي.

## ملاك

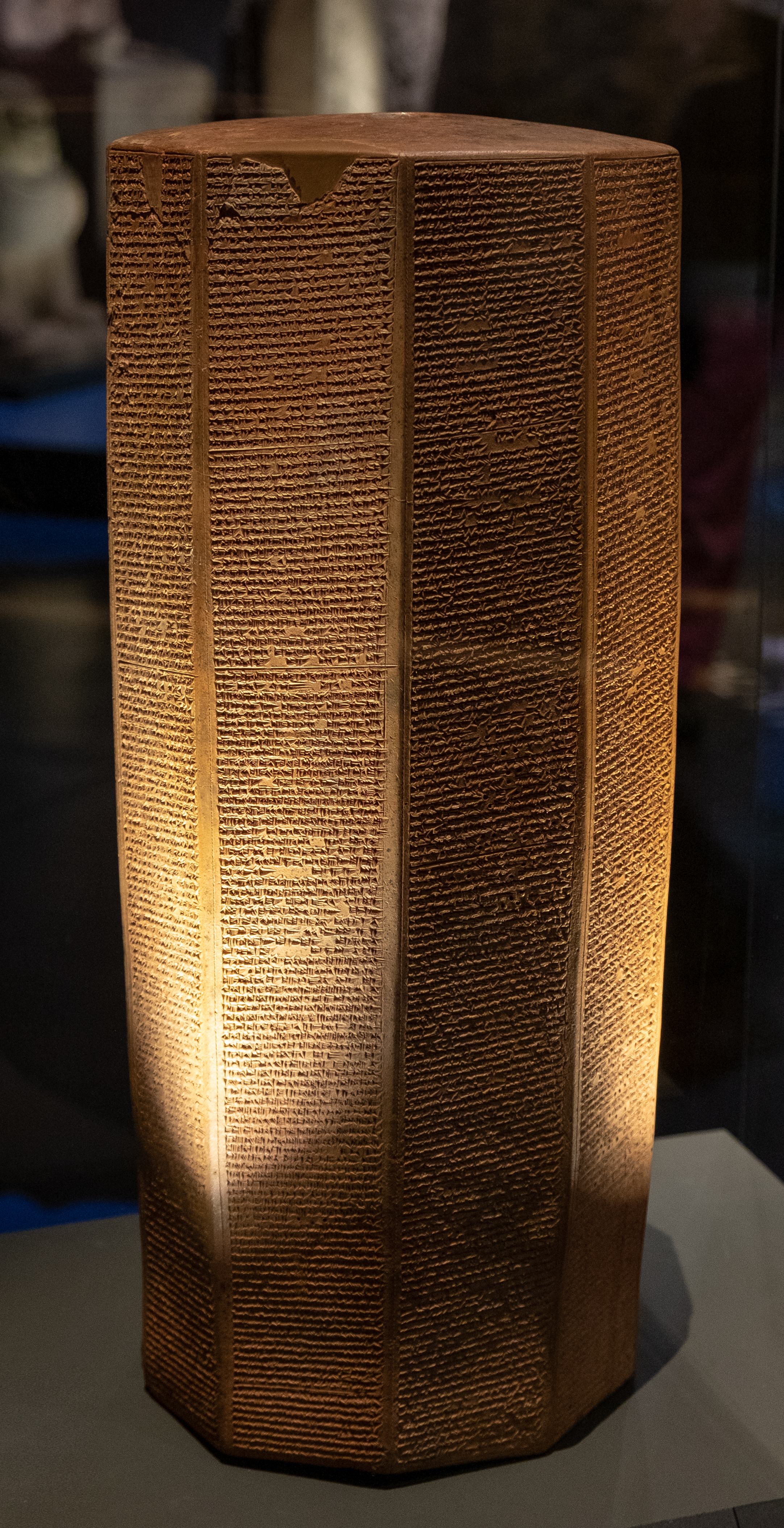
أسطوانة الرسام أسطوانة مسمارية، تشكل مسلة ذات 10 جوانب، كتبها الملك الآشوري آشوبانيبال في 643 قبل الميلاد. المتحف البريطاني.

يوجد حوالي 130000 لوح طيني من بلاد الرافدين في المتحف البريطاني. وكانت الكتابة المسمارية لها قواعدها في سنة 3000 ق.م. إبان العصر السومري حيث انتشر استعمالها. فدون السومريون بها السجلات الرسمية وأعمال وتاريخ الملوك والأمراء والشؤون الحياتية العامة كالمعاملات التجارية والأحوال الشخصية والمراسلات والآداب والأساطير والنصوص المسمارية القديمة والشؤون الدينية والعبادات. وأيام حكم الملك حمورابي (1728 – 1686 ق.م) وضع شريعة واحدة تسري أحكامها في جميع أنحاء مملكة بابل. وهذه الشريعة عرفت بقانون حمورابي أو مسلة حمورابي الذي كان يضم القانون المدني والأحوال الشخصية وقانون العقوبات. وفي عصره دونت العلوم. فانتقلت الحضارة من بلاد الرافدين في العصر البابلي القديم إلى جميع أنحاء المشرق وإلى أطراف العالم الق

## فك رموز الكتابة المسمارية
بدأت المحاولات الصحيحة لفك رموز الكتابة المسمارية الفارسية القديمة بنسخ مؤمنة من النقوش المسمارية، والتي أصبحت متاحة لأول مرة في عام 1711 عندما نشر جان شاردان نسخًا مكررة من نقوش داريوس.
أول من فكر في فك رموز الكتابة المسمارية هو العالم الألماني «كارستن نيبور» وتعتبر رحلة نيبور التي قام بها في الشرق الأوسط هي أول رحلة أوروبية في مجال الآثار في العصر الحديث وكانت سنة 1761م وكانت رحلته مدعومة من الملك الدنماركي «فريدريك الخامس» وكان الهدف الرئيسي فيها اليمن ولكن الرحلة التي ساهمت في فك الرموز المسمارية هي رحلة مدينة إصطخر الإيرانية فقد وجد فيها الرحالة ألواحاً كتبت بالخط المسماري فقام نيبور باستنساخ ثلاث نسخ من لوح طيني كُتب بالخط المسماري وهذا النص الذي في اللوحة كتب بثلاث لغات وهي العيلامية والفارسية القديمة (الفهلوية) والأشورية.
أحضر كارستن نيبور نسخًا كاملة ودقيقة جدًا من النقوش الموجودة في تخت جمشيد إلى أوروبا، والتي نُشرت عام 1767 في Reisebeschreibungen nach Arabien ("سرد الأسفار إلى شبه الجزيرة العربية والأراضي المحيطة الأخرى").:9
ولكن لم يتمكن نيبور ولا رفاقه من فك الرموز في اللوحة إلى أن أتى شخص يُدعى «كروتفند» الذي كان يدرس اللغة الإغريقية في مدرسة ألمانية في فرانكفورت وأبوه كان إسكافياً وكان هذا الشاب مولعاً بحل الألغاز والكلمات الغامضة، وكان يراهن أصدقاءه على حل رموز هذه اللغة وفعلاً حلّ من هذه الرموز 10 علامات وثلاثة أسماء وقد انقسم العلماء ما بين مؤيد ومعارض ولكن كروتفند شجع حوالي أحد عشر عالماً على الإبحار في فك رموز الكتابة المسمارية ونجح كثير منهم في ذلك

## من العلماء الذين ساهموا في فك الرموز
العلماء الذين ساهموا في فك الرموز كثير، منهم:

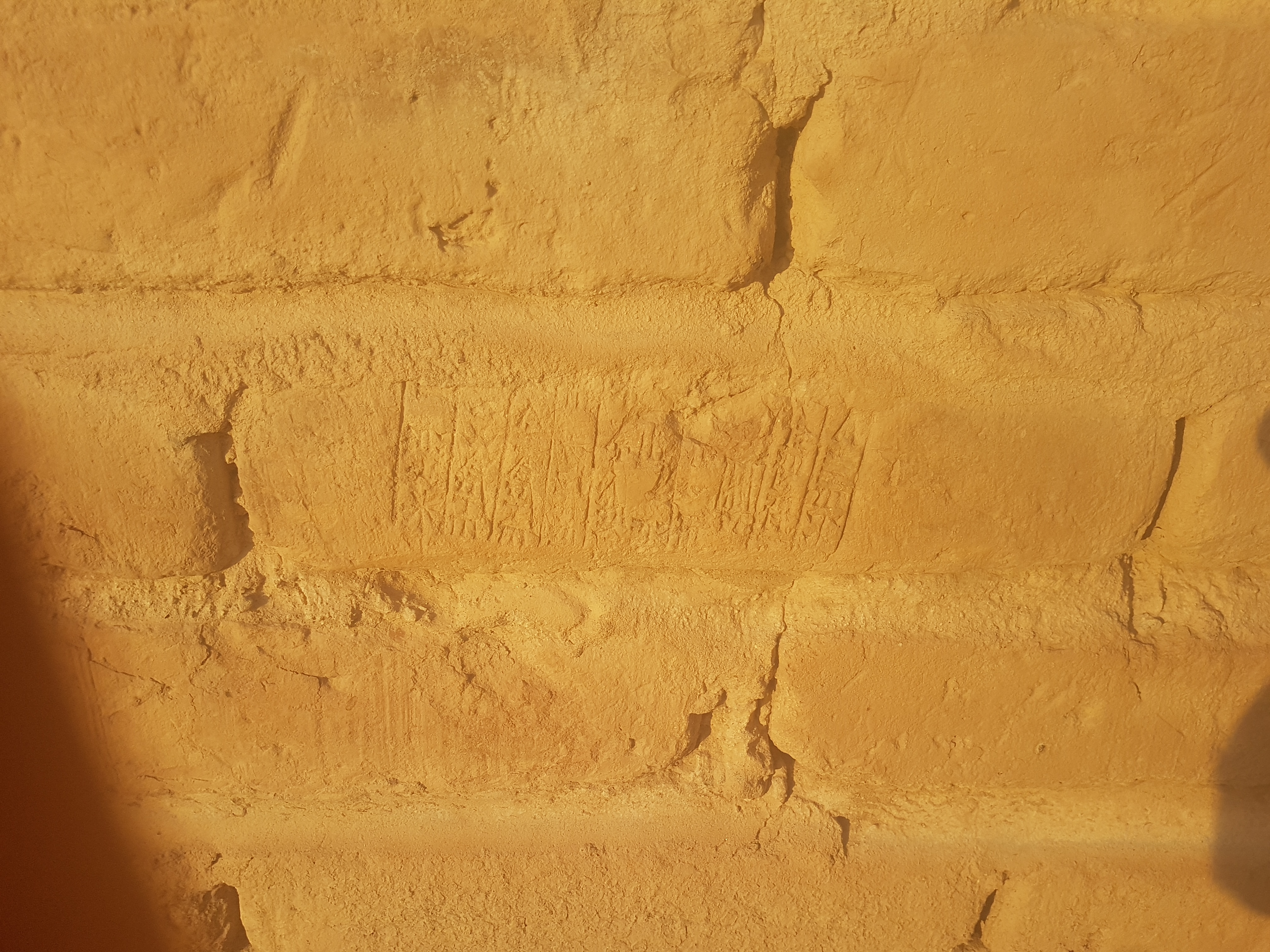
كتابة مسمارية على جدران زقورة عقرقوف

- وليم فوكس تالبوت
- إدوارد هنكس[الإنجليزية]
- هنري رولنسون
- يوليس أوبرت[الإنجليزية]

## الألواح الطينية والأشوريون
كان الملك آشوربانيبال (668-626 ق.م) من أكثر ملوك العهد الآشوري ثقافة. فجمع الكتب من أنحاء البلاد وخزنها في دار كتب قومية خاصة شيّدها في عاصمته نينوى بالعراق. وجمع فيها كل الألواح الطينية التي دونت فوقها العلوم والمعارف والحضارة العراقية القديمة. وكان البابليون والسومريون والآشوريون بالعراق يصنعون من عجينة الصلصال (الكاولين) ألواحهم الطينية الشهيرة التي كانوا يكتبون عليها بآلة مدببة من البوص بلغتهم السومرية. فيخدشون بها اللوح وهو لين. بعدها تحرق هذه الألواح لتتصلب.